# Nawiesista Turnia
Nawiesista Turnia (słow. Bielovodská veža, 1825 m) – wybitna turnia we wschodniej grani Młynarza w słowackich Tatrach Wysokich. Jest przedostatnią kulminacją w tej grani. Od wyżej położonej Przeziorowej Turni oddziela ją Niżnia Białowodzka Przełączka (ok. 1810 m), od ostatniego w grani Młynarczyka (Mlynárik, ok. 1785) oddzielona jest Młynarczykową Szczerbiną (Mlynárikova štrbina, 1775 m).
Jest to najbardziej topograficznie skomplikowana turnia we wschodniej grani Młynarza. Na północ tworzy dwie gałęzie, między które wcina się Młynarczykowy Żleb. Na południowy wschód, południe i południowy zachód opadają skomplikowane topograficznie ściany o wysokości dochodzącej do 400 m. Opadają do Białowodzkiego Koryta, Białowodzkiego Żlebu oraz wprost do Doliny Białej Wody. 
Nawiesista Turnia wraz z Młynarczykiem stanowi charakterystyczne zamknięcie Doliny Białej Wody od lewej strony i jest dobrze widoczna z niebieskiego szlaku prowadzącego tą doliną. Stanowiła jeden z głównych obiektów wspinaczkowych w masywie Młynarza. Taternicy poprowadzili w niej liczne drogi wspinaczkowe. 
Pierwsze wejście: Mieczysław Świerz i ks. Jan Humpola 14 lipca 1924 roku. Najłatwiejsze wejście na szczyt turni prowadzi od północy Młynarczykowym Żlebem (I w skali tatrzańskiej) lub od południa przez Młynarzowy Kocioł (II).

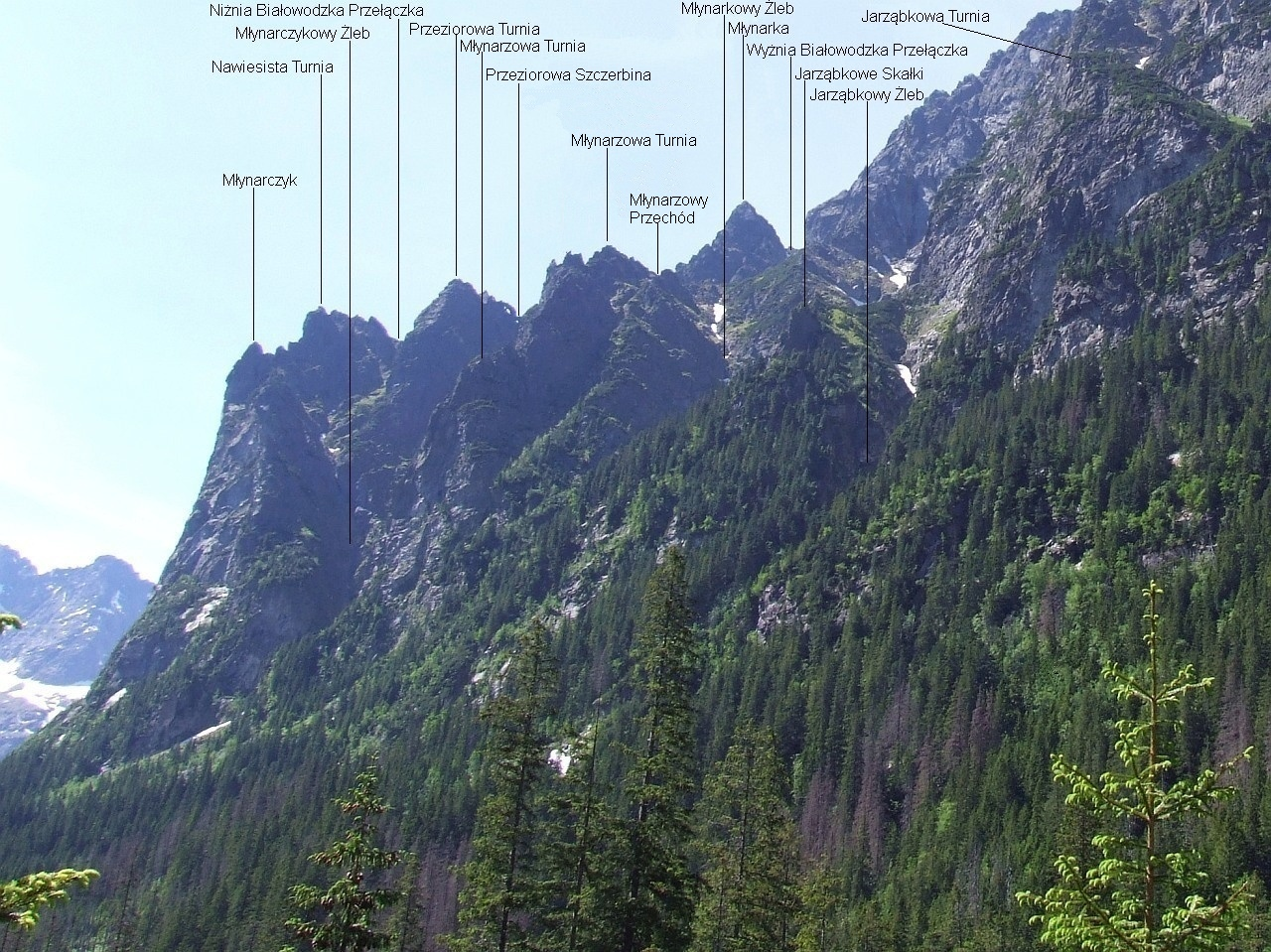
Widok od północy